# Pobediteli

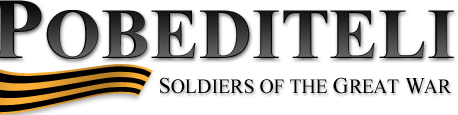

Pobediteli (Победителн, les « victorieux ») est un projet russe libre et sans but lucratif, célébrant le soixantième anniversaire de la fin de la Grande Guerre patriotique (9 mai 1945) avec pour but de féliciter ceux qui ont gagné cette guerre pour l'Union soviétique. 
Le projet vise à rappeler aux citoyens ce qu'ils doivent aux soldats qui ont combattu pour l'URSS, et la commémoration des vétérans encore vivants. Il vise aussi à redonner une bonne image à l'armée russe éclaboussée par les nombreux scandales des bizutages violents. 
Le projet contient une présentation multimédia depuis la déclaration de guerre de l'Allemagne contre l'URSS à la prise de Berlin par les troupes soviétiques marquant la fin de la guerre en Europe.